# Demokratyczne Siły Wyzwolenia Rwandy

Flaga FDLR

Demokratyczne Siły Wyzwolenia Rwandy (FDLR) – grupa rebeliancka złożona z członków plemienia Hutu działająca w Rwandzie i na wschodzie Demokratycznej Republiki Konga, walcząca przeciwko Tutsim. Formacja została powołana 30 września 2000 i walczyła w ostatniej fazie II wojny domowej w DRK. Członkowie bojówek to rebelianci Hutu z Armii Wyzwolenia Rwandy (ALiR) oraz byli rebelianci sił Interahamwe, które w 1994 dokonały ludobójstwa w Rwandzie.
Grupa jest często określane jako FDLR, przez pierwszej litery oryginalnej nazwy francuskiej Démocratiques Forces de Libération du Rwanda. Pierwszym dowódcą FDLR został Paul Rwarakabije. Obecnym liderem jest Sylvestre Mudacumura, który jest następcą Ignace Murwanashyaka, aresztowanego w 2009 w Niemczech.

## Historia
Bojówki Demokratycznych Sił Wyzwolenia Rwandy przystąpiły do II wojny w Kongu, walcząc po stronie Demokratycznej Republiki Konga, a przeciwko siłom Tutsi, którzy popierali Kongijski Ruch na rzecz Demokracji, a także m.in. rządowe siły Rwandy. W lipcu 2002 jednostki FDLR przeniosły się do kongijskiej prowincji Kiwu Północne. Wówczas organizacja liczyła 15–20 tys. bojowników. 14 listopada 2003 rebelianci przekroczyli granicę z FDLR i zajęli miasto Bukavu. Po zakończeniu II wojny w Kongu siły FDLR atakowały nadal Tutsich zarówno w DRK jak i w Rwandzie, co powodowało utrzymywanie się napięcia w rejonie Wielkich Jezior. W połowie 2004 ataki rwandyjskich rebeliantów zmusiły 25 tys. kongijskich cywilów do opuszczenia swoich domów.
W obliczu nieustannych ataków rebeliantów podjęto rozmowy w Rzymie. Po kilku dniach rozmów z przedstawicielami rządu kongijskiego FDLR ogłosiła w dniu 31 marca 2005, że rebelianci złożą broń, a struktury FDLR powrócą do Rwandy i będą funkcjonować jako partia polityczna. Rząd Rwandy ogłosił, iż członków FDLR będą czekać sądy Gacaca. 4 października 2005, Rada Bezpieczeństwa ONZ wydała oświadczenie wymagających od FDLR rozbrojenia i natychmiastowego opuszczenia Demokratycznej Republiki Konga. Na podstawie porozumienia zawartego w sierpniu 2005, buntownicy zobowiązali się opuścić DRK do 30 września 2005.
W listopadzie 2005 lider FDLR Ignace Murwanashyaka został umieszczony na czarnej liście ONZ za naruszenie promowania pokoju w Demokratycznej Republice Konga, w wyniku czego nie mógł podróżować, a jego aktywa zostały zamrożone. 7 kwietnia 2006 aresztowany został przez niemiecką policję w Mannheim, we wskutek złamania zakazu podróżowania. Murwanashyaka posiadał niemiecki paszport i przez długi czas (do września 2005) zamieszkiwał w Niemczech. Po aresztowaniu utracił jednak posiadany wcześniej status uchodźcy. 26 kwietnia 2006 został zwolniony z więzienia.
W sierpniu 2007 siły kongijskie ogłosiły koniec siedmiomiesięcznej operacji przeciwko Demokratycznym Siłom Wyzwolenia Rwandy, która została skrytykowana przez rząd w Kigali. Ofensywa spowodowała przesiedlenie 160 tys. cywilów.
W październiku 2007 Międzynarodowa Grupa Kryzysowa (ICG) ogłosiła, iż liczebność grupy zbrojnej spadła z około 15 tys. w 2001 do 6–7 tys. Rebelianci byli zorganizowani w cztery bataliony i brygady rezerwowe w Północnym Kiwu i cztery bataliony w Południowym Kiwu.
Działania rwandyjskich bojówek FDLR były oficjalnym powodem wszczęcia przez zbuntowanego generała Laurenta Nkundę, stojącego na czele Narodowego Kongresu na rzecz Obrony Ludu (CNDP), rebelii w prowincji Północne Kiwu. Zdaniem Nkundy bojownicy Hutu prześladują jego rodaków Banyamulenge (kongijski odłam plemienia Tutsi), a rząd nic nie robi by się temu przeciwstawić.
20 stycznia 2009 miała miejsce inwazja wojsk Rwandy na teren DRK. Interwencja obcych wojsk odbywała się za zgodą rządu Demokratycznej Republiki Konga. Zgoda Kinszasy na zbrojne wejście wojsk Rwandy o tyle budziła emocje, że Rwanda dwukrotnie (1996 i 1998) dokonała inwazji na Demokratyczną Republikę Kongo, wymierzoną przeciw Kinszasie. 25 lutego 2009 wojska rwandyjskie wyszły z terytorium DRK. Główny cel ich misji – zniszczenie baz rebeliantów z plemienia Hutu – nie został jednak zrealizowany.
Lider FDLR Ignace Murwanashyaka został ponownie aresztowany 17 listopada 2009. Jego obowiązki w grudniu 2009 przejął Sylvestre Mudacumura.
FDLR jest oskarżony o przeprowadzenie masowego gwałtu na 240 kobietach w Demokratycznej Republice Konga w dniach 30 lipca - 4 sierpnia 2010. Wtedy to około 200-400 rebeliantów weszło do miasta Luvungi.